# Фосфит натрия
Фосфит натрия — неорганическое соединение, соль щелочного металла натрия и фосфористой кислоты с формулой Na2(PHO3), бесцветные кристаллы, очень хорошо растворимые в воде, образует кристаллогидрат.

## Получение
- Растворение белого фосфора в горячем концентрированном растворе едкого натра:

{\displaystyle {\mathsf {P_{4}+8NaOH+4H_{2}O\ {\xrightarrow {100^{o}C}}\ 4Na_{2}(PHO_{3})+6H_{2}\uparrow }}}
- Растворение оксида фосфора(III) в концентрированной щелочи:

{\displaystyle {\mathsf {P_{4}O_{6}+6NaOH\ {\xrightarrow {}}\ 2Na_{2}(PHO_{3})+Na_{2}(PH_{2}O_{5})+H_{2}O}}}
- Нейтрализация щелочью фосфористой кислоты:

{\displaystyle {\mathsf {H_{2}(PHO_{3})+2NaOH\ {\xrightarrow {}}\ Na_{2}(PHO_{3})+2H_{2}O}}}
- Реакция хлорида фосфора(III) с щелочью:

{\displaystyle {\mathsf {PCl_{3}+5NaOH\ {\xrightarrow {}}\ Na_{2}(PHO_{3})+3NaCl+2H_{2}O}}}

## Физические свойства
Фосфит натрия образует бесцветные кристаллы.
Хорошо растворяется в воде с гидролизом по аниону.
Из водных растворов выделяется кристаллогидрат состава Na2(PHO3)•5H2O, который плавится при 53°С в собственной кристаллизационной воде.
Не растворяется в этаноле.

## Химические свойства
- При нагревании кристаллогидрат разлагается на фосфин, пирофосфат натрия и фосфат натрия:

{\displaystyle {\mathsf {8Na_{2}(PHO_{3})\cdot 5H_{2}O\ {\xrightarrow {120-250^{o}C}}\ Na_{4}P_{2}O_{7}+4Na_{3}PO_{4}+2PH_{3}\uparrow +41H_{2}O}}}
- С избытком фосфористой кислоты образует кислую соль:

{\displaystyle {\mathsf {Na_{2}(PHO_{3})+H_{2}(PHO_{3})\ {\xrightarrow {0^{o}C}}\ 2NaH(PHO_{3})}}}
- Является восстановителем:

{\displaystyle {\mathsf {Na_{2}(PHO_{3})+3NaOH+Br_{2}\ {\xrightarrow {}}\ Na_{3}PO_{4}+2NaBr+2H_{2}O}}}
- Вступает в обменные реакции:

{\displaystyle {\mathsf {Na_{2}(PHO_{3})+2AgNO_{3}\ {\xrightarrow {}}\ Ag_{2}(PHO_{3})\downarrow +2NaNO_{3}}}}